# Измишљени лик
Измишљени лик (или фиктивни лик; енгл. fictional character) је свака особа која се појављује у измишљеним делима. Прецизније, измишљени лик је особа или свесни ентитет за који замишљамо да постоји у измаштаном делу. Поред људи, ликови могу бити и ванземаљци, животиње, богови, а повремено и беживотни објекти. Ликови су готово увек у центру измишљених текстова, нарочито романа и представа. У ствари, тешко је и замислити роман или представу без ликова, мада је таквих покушаја било (један од најпознатијих примера је Финеган Вејк Џејмса Џојса). У поезији је готово увек присутна нека врста особе, често у облику наратора или измишљеног слушаоца.
У различитим облицима позоришта, перформансима и филмовима (осим у анимираним и Си-Џи-Ај (CGI) филмовима), измишљене ликове представљају глумци, певачи и плесачи. У анимираним филмовима и луткарству, гласове им позајмљују глумци, мада је било пар случајева када су то радили компјутерски генерисани гласови.
Процес стварања и описивања ликова у делу зове се карактеризација.
Супротност измишљеном лику је неизмишљени лик, односно стварна личност.